# Igor Kozioł
Igor Kozioł, né le 2 janvier 1976, à Wadowice, est un footballeur polonais. Il est défenseur au Polonia Varsovie.

## Carrière

### Clubs
- 1995-1996 :  Lechia Gdańsk
- 1996-1998 :  Legia Varsovie
- 1998-1999 :  Zagłębie Lubin
- 1999-2008 :  Dyskobolia
- 2008- :  Polonia Varsovie

### Palmarès
- Vice-champion de Pologne : 1997, 2003, 2005
- Vainqueur de la Coupe de Pologne : 1997, 2005, 2007
- Vainqueur de la Supercoupe de Pologne : 1997
- Vainqueur de la Coupe de la Ligue de Pologne : 2007 et 2008